# Opladen
Opladen är en stadsdel i Leverkusen. Fram till 1974 var Opladen en självständig stad, men 1 januari 1975 slogs den ihop med Bergisch Neukirchen, Hitdorf och Leverkusen till den nya, utökade staden Leverkusen. I den nuvarande stadsdelen Opladen bor runt 23 000 invånare.